# Velvary
Velvary (en allemand : Welwarn, précédemment : Welbern) est une ville du district de Kladno, dans la région de Bohême-Centrale, en République tchèque. Sa population s'élevait à 3 048 habitants en 2024.

## Géographie
Velvary se trouve à 7 km au nord-ouest de Kralupy nad Vltavou, à 19 km au nord-est de Kladno et à 29 km au nord-ouest de Prague.
La commune est limitée par Černuc au nord-ouest, par Chržín au nord-est, par Uhy et Nelahozeves à l'est, par Kralupy nad Vltavou, Olovnice, Neuměřice et Kamenný Most au sud, et par Žižice et Hobšovice à l'ouest.

## Histoire
La première mention écrite de la localité date de 1282

## Galerie

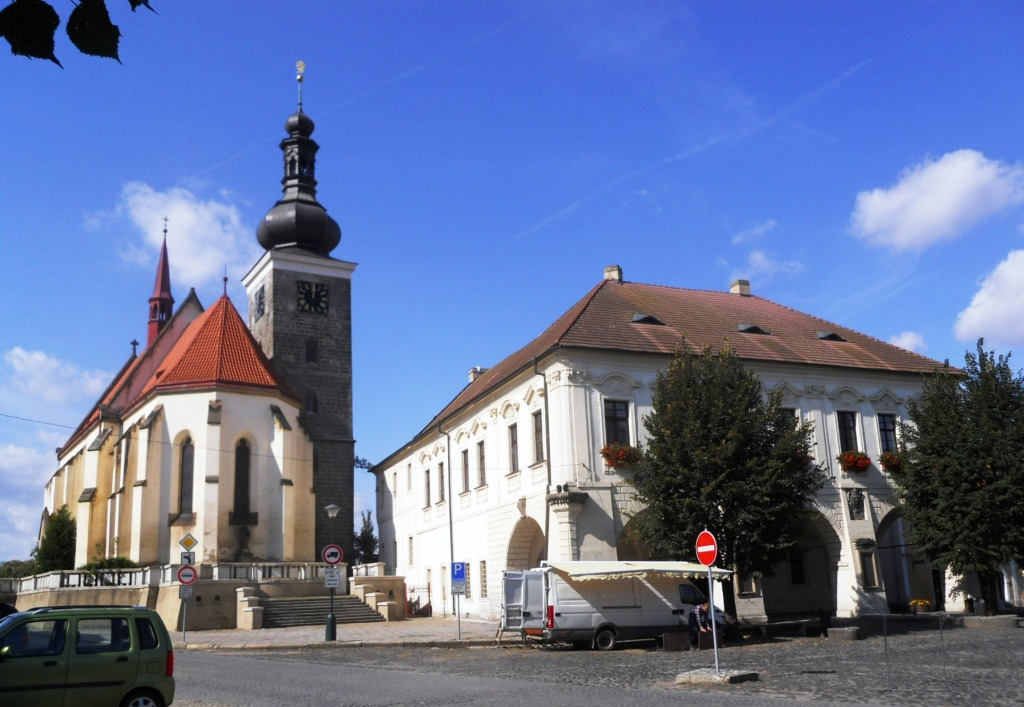
Église Sainte-Catherine et hôtel de ville
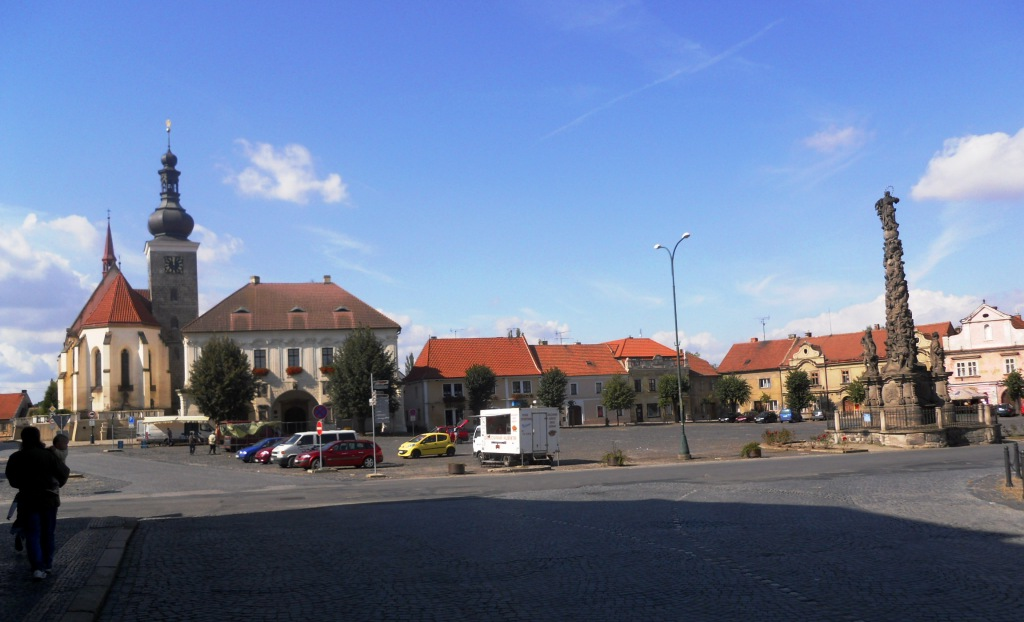
Place du roi Vladislav
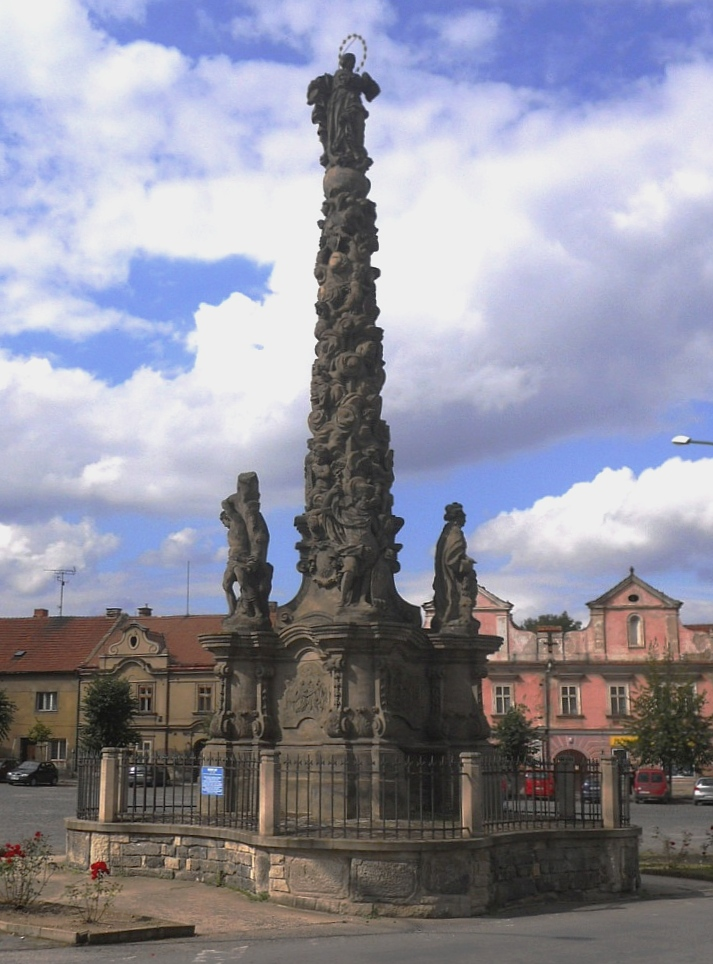
Colonne votive (1716-1719)
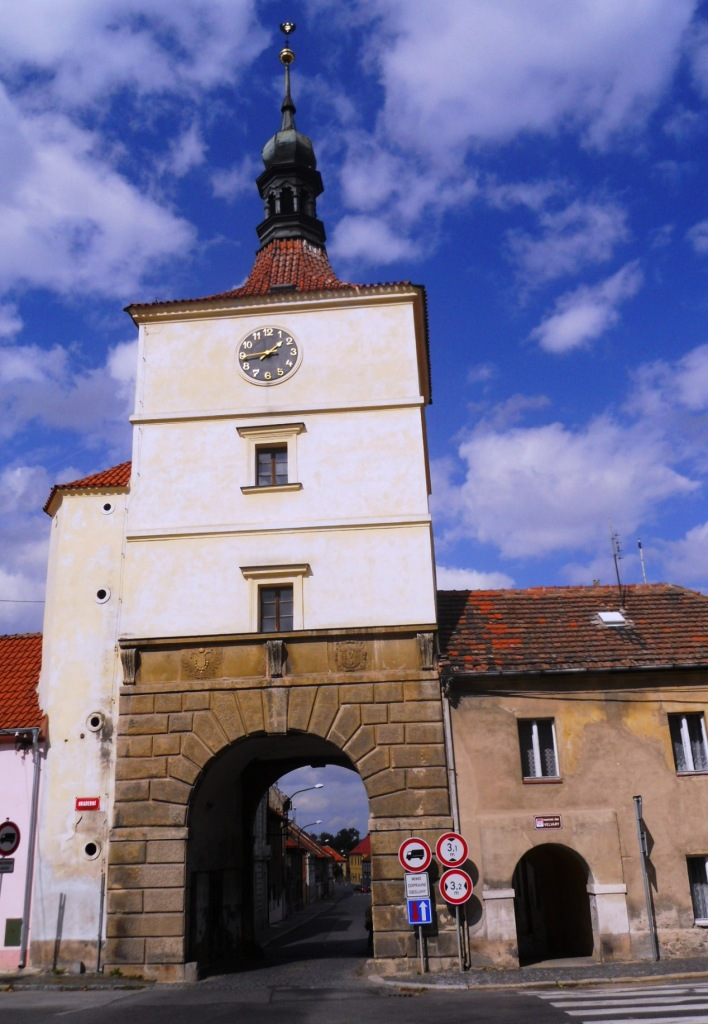
Tour de Prague (1580)

## Administration
La commune se compose de quatre sections :
- Velvary
- Ješín
- Malá Bučina
- Velká Bučina

## Personnalités
- Johann Antonín Koželuh (1738-1814), compositeur
- Leopold Anton Kozeluch (1747-1818), compositeur
- Václav Klement (1868-1938), un pionnier de l'automobile
- Ferdinand Stiebitz (1894-1961), philologue